# Anenská Studánka
Anenská Studánka (deutsch Königsfeld) ist eine Gemeinde mit 187 Einwohnern  (1. Januar 2023)  im Schönhengstgau (Hřebečsko) in Tschechien.

## Geographie

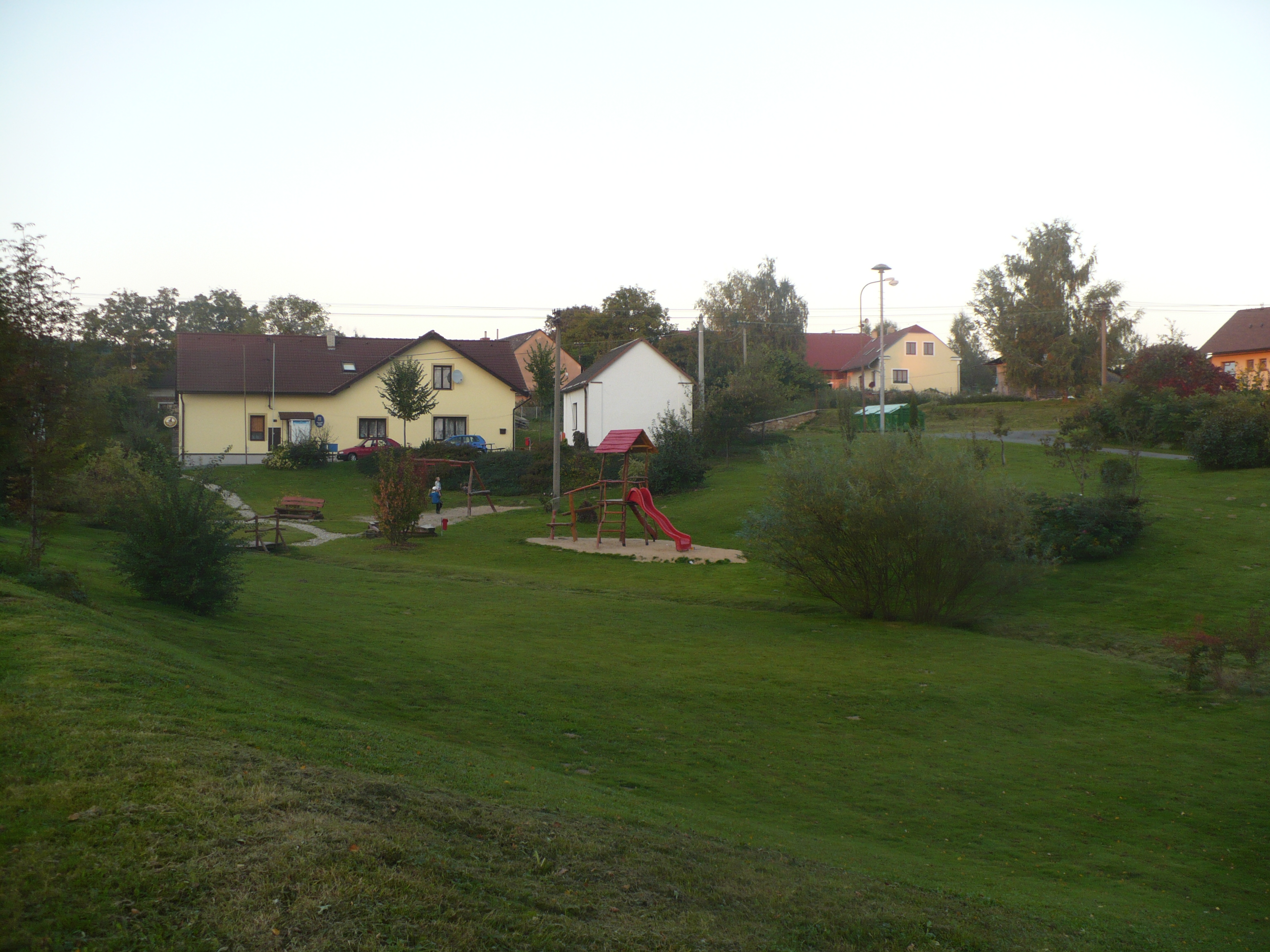
Dorfplatz

Der Ort liegt südöstlich des Adlergebirges, zehn Kilometer südlich von Lanškroun (Landskron) im Bergtal des Schönhengstzuges. Die höchsten Erhebungen des Schönhengster Rückens in dieser Gegend sind die Hermigsdorfer Höhe mit 601 m, der Kreuzberg mit 595 m und die Große Ebene (Velka plan) mit 571 m. An der westlichen Grenze von Anenská Studánka fließt der Fluss Lukovský potok.
Anenská Studánka grenzt an Damníkov, Třebovice und Trpík im Okres Ústí nad Orlicí sowie an Opatov v Čechách, Dětřichov u Svitav und Mladějov na Moravě im Okres Svitavy.

## Gemeindegliederung
Zur Gemeinde Anenská Studánka gehört der Ortsteil Helvíkov (Klein Hermigsdorf).

## Geschichte
Wahrzeichen des 1292 erstmals erwähnten Ortes sind die Kirche des heiligen Laurentius und das ehemalige Kloster Königsaal (Malá podhorská). Gepfarrt war der Ort nach Triebitz.
Der Name des nach dem Zweiten Weltkrieg aufgelassenen Ortsteils St. Annabad (auch Annabrünnel genannt) in seiner tschechischen Übersetzung wurde nach 1945 auf den gesamten Ort übertragen, von wo die ausschließlich deutsche Bevölkerung vertrieben wurde.

## Verkehr
Östlich unterhalb des Dorfes befindet sich der Bahnhaltepunkt an der Eisenbahnstrecke von Blosdorf (Mladějov na Moravě) nach Triebitz (Třebovice) – heute die Kursbuchstrecke 262 Česká Třebová–Moravská Třebová der České dráhy.

## Bevölkerungsentwicklung
| Jahr      | 1869 | 1880 | 1890 | 1900 | 1910 | 1921 | 1930 | 1950 | 1961 | 1970 | 1980 | 1991 | 2001 | 2011 | 2021 |
| --------- | ---- | ---- | ---- | ---- | ---- | ---- | ---- | ---- | ---- | ---- | ---- | ---- | ---- | ---- | ---- |
| Einwohner | 710  | 697  | 659  | 658  | 557  | 530  | 534  | 247  | 311  | 282  | 237  | 196  | 187  | 205  | 184  |

## Sehenswürdigkeiten
- Kirche St. Lorenz, erbaut 1907[4]
- Marienkapellen